# کافارناوم
کافارناوم (به پرتغالی: Cafarnaum) یک منطقهٔ مسکونی در برزیل است که در باهیا واقع شده‌است. کافارناوم ۱۸٬۵۱۳ نفر جمعیت دارد.